# Leon Niedzielski
Leon Niedzielski (ur. 3 kwietnia 1923 w Hutce, zm. 9 sierpnia 2010 w Zakopanem) – polski inżynier leśnik, dyrektor parków narodowych, działacz ochrony przyrody.

## Życiorys
Pochodził z rodziny o tradycjach leśniczych: leśniczymi byli jego ojciec i jeden z czterech braci, dwóch kolejnych było nadleśniczymi, a czwarty dyrektorem Okręgowego Zarządu Lasów Państwowych w Toruniu. W czasie okupacji pracował jako robotnik leśny, a od 1946 r. jako pracownik Lasów Państwowych. Po studiach leśniczych na Uniwersytecie Poznańskim (1947–1952) podjął pracę w Okręgu Lasów Państwowych w Szczecinie, gdzie doszedł do stanowiska zastępcy dyrektora. W 1960 r. był organizatorem Wolińskiego Parku Narodowego, a następnie jego pierwszym dyrektorem (przez 12 lat do 1972 roku). 1 kwietnia 1972 r. objął stanowisko dyrektora Tatrzańskiego Parku Narodowego, którym kierował przez 18 lat, do 28 lutego 1990 r.
W czasie jego kadencji w TPN zrealizowana została bolesna i kontrowersyjna akcja wykupu i wywłaszczania prywatnych terenów na terenie parku. Udało mu się również powstrzymać budowę nowego hotelu górskiego nad Morskim Okiem oraz odsunąć od tego jeziora ruch samochodowy (początkowo na Włosienicę, później aż do Palenicy Białczańskiej). Zrealizował wieloletni plan odnowy lasu na terenach spustoszonych przez wiatr halny w maju 1968 r. Doprowadził również do budowy przy rondzie w Kuźnicach siedziby Parku wraz z Muzeum TPN.
Od 1974 r. publikował artykuły i opracowania dotyczące ochrony przyrody w Tatrach i działania TPN. Po przejściu na emeryturę brał jeszcze udział w pracach nad rozszerzeniem Babiogórskiego Parku Narodowego.
Spoczywa na cmentarzu w Kostrzynie w rodzinnej Wielkopolsce.